# Broad Street (stacja metra)
Broad Street – stacja końcowa metra nowojorskiego, na linii J i Z. Znajduje się w dzielnicy Manhattan, w Nowym Jorku i zlokalizowana jest za stacją Fulton Street. Została otwarta 30 maja 1931.